# Jan Wolski (działacz spółdzielczy)
Jan Wolski (ur. 24 sierpnia 1888 w Skuriatowie (północna Rosja), zm. 12 lipca 1975 w Skierniewicach) – polski działacz społeczny i spółdzielczy, teoretyk anarchizmu kooperatystycznego.

## Życiorys
Syn Bolesława Franciszka, leśniczego i Henrietty z domu Tabeńska. Od 1897 do 1907 uczył się w gimnazjum w Wołogdzie i w Wilnie, gdzie uzyskał maturę. Od 1904 należał do nielegalnych kółek samokształceniowych.
W 1907 rozpoczął naukę na Wydziale Historyczno-Filologicznym i Prawnym Charkowskiego Uniwersytetu Imperatorskiego. W czasie pobytu w Charkowie utrzymywał się z korepetycji. Prowadził również wykłady z historii Polski na specjalnych kompletach dla polskiej młodzieży. Od 1909 należał do Związku Młodzieży Postępowo-Niepodległościowej oraz Polskiej Partii Socjalistycznej.
Po wybuchu I wojny światowej pracował jako dziennikarz w dzienniku „Utro”, oraz polskim „Głosie Młodych”. W 1915 wyjechał do Warszawy, gdzie prowadził działalność edukacyjną z ramienia PPS. Zaprzyjaźnił się z Tadeuszem Rechniewskim, działaczem PPS Lewica. Rechniewski wprowadził go to stowarzyszenia robotniczego „Wiedza”, gdzie działał w komisji programowo-odczytowej. Do jego współpracowników należeli m.in. Ludwik Krzywicki czy Edward Lipiński. W listopadzie 1915 w czasie prowadzenia w ramach PPS, wykładu o historii Polski, został wraz z Aleksandrem Hertzem aresztowany przez policję niemiecką, i osadzony na Pawiaku. Skazano go za działalność niepodległościową na internowanie. Przebywał w Szczypiornie, Lauban, zamku w Celle i Gardelegen, gdzie prowadził pogadanki i wykłady dla polskich jeńców. W 1917 został zwolniony i powrócił do Warszawy.
W Warszawie wstąpił do Uniwersytetu Ludowego, gdzie poznał Edwarda Abramowskiego. Pod jego wpływem rozpoczął aktywną działalność w spółdzielczości spożywców. W 1920 zgłosił się na ochotnika do wojska. Służył w 3 Dywizji Piechoty Legionów, organizując na froncie sieć spółdzielczych kantyn wojskowych. Po zwolnieniu z wojska podjął działalność w Związku Robotniczych Stowarzyszeń Spółdzielczych. W latach dwudziestych podjął działalność w masonerii w Loży „Kopernik”.
W 1928 zainicjował powstanie Sekcji Kooperacji Pracy w Polskim Towarzystwie Polityki Społecznej. W 1937 był jednym z uczestników zebrania założycielskiego Klubu Demokratycznego w Warszawie. Był autorem kilkuset artykułów, aktywny organizator spółdzielczości, m.in. autor wielu statutów spółdzielni pracy.
W okresie wojny był przewodniczącym Komisji do spraw pracy konspiracyjnego Komitetu Spółdzielczości. Od 1945 do 1948 był dyrektorem Centralnego Ośrodka Spółdzielczości, od 1956 do 1959 członkiem Rady Centralnego Związku Spółdzielczości Pracy i Naczelnej Rady Spółdzielczej.
Od 1956 był działaczem opozycyjnego Klubu Krzywego Koła, działał również w Towarzystwie Kultury Moralnej. Od 1961 członek założyciel i mówca w działającej w podziemiu loży „Kopernik”.